# DJ Дамян
Дамян Александров Савов, по-известен като DJ Дамян, е български певец, радио и телевизионен водещ.

## Биография и творчество
Той става попфолк певец и прави дуети с Мария, но прекъсва заради предложената му работа, като телевизионен водещ на предаването „По-добре късно, отколкото никога“, тъй като предаването е по същото време с Шоуто на Слави. DJ Дамян записва и дует с Азис – песента се казва „Ти си друго нещо“.

### 2000 – 2007
Дебютната песен на Дамян е „Море“, а по-късно представя „Да бъда с теб“. Първият му дует е с Мария и е озаглавен „Един за друг“. Изпълнителят представя 4 самостоятелни песни: „Чудо“, „Огнена жена“, „Моя звезда“ и „Ти и тя“. Прави пауза като с музикалната кариера, като става водещ на „По-добре късно, отколкото никога“. През 2005 г. продължава да пее като започва да прави дуети с Динамит: „Ръца-пръца“, „Пача“, „Къчак“, „Баунс“, „Да прося“ и „Ти си нещо друго“ с Азис.[източник? (Поискан преди 65 дни)]

### 2008 – 2009
При свое участие при откриването на нов басейн край Варна през 2008 година DJ Дамян спасява дете от удавяне, за което получава от вестник „24 часа“ и Българската национална телевизия една от 19-те награди „Достойните българи“ за годината.
През 2008 и 2009 продължава с дуетите като прави „Сама“ с Галена и „С теб ще продължа“ с Димана.[източник? (Поискан преди 65 дни)]

### 2010 – 2014
Половинката на Дамян – Ваня дебютира през 2010 г. в дуета с него „Те не спят“. Двамата продължават с общите песни, като „Котето“. Следващите дуети с Ваня са „Знаем си номерата“, „Къде си“, „Пак ще те желая“ и „Нецензурно“. Дуетът му с Ангел е озаглавен „Топ резачка“, като в клипа участие взима Ваня. „Едно-друго“ е следващият му дует, който е с Бобеца, а участие взима Ваня. Отново прави дует с Ангел, който е озаглавен „Сливата“.
Следващите песни на Дамян са самостоятелни: „Пие ми се“, „Дявол в ангелско тяло“, „Ти змия ли си“ и „Недей“.
Оттогава той се е отдал на работата си на Диджей.

### 2018 –
През 2018 г. отново подновява певческата си кариера като представя новата си песен с Ваня „Искам си теб“. През 2019 г. излиза следващия им дует озаглавен „Ще ме предадеш ли“. През лятото на 2020 г. излиза песента „Атака“ в колаборация с Рико бенд. През май 2022 г. излизат три нови дуета „Не сме добре“ с Ваня, „Welcome to Bulgaria“ (втори дует с Галена) и „Airport“ (втори дует с Азис).